# Каменський (Челябінська область)
Каменський (рос. Каменский) — селище у Увельському районі Челябінської області Російської Федерації.
Входить до складу муніципального утворення Каменське сільське поселення. Населення становить 1862 особи (2010).

## Історія
Від 1924 року належить до Увельського району Челябінської області.
Згідно із законом від 17 вересня 2004 року органом місцевого самоврядування є Каменське сільське поселення.

## Населення
| 2002 | 2010  |
| ---- | ----- |
| 1894 | ↘1862 |